# Arnoldas Kulboka
Arnoldas Kulboka, né le 4 janvier 1998 à Marijampolė en Lituanie, est un joueur lituanien de basket-ball évoluant aux postes d'ailier et ailier fort.

## Biographie
En mai 2018, Kubolka est élu meilleur espoir de la Ligue des champions 2017-2018.
Il est drafté, le 22 juin 2018, par les Hornets de Charlotte en 55e position.
Le 23 juillet 2018, Arnoldas Kulboka retourne au Brose Baskets, club avec lequel il est en contrat depuis 2016, pour la saison 2018-2019.
À l'été 2019, il rejoint le Bilbao Basket.
Le 3 août 2021, l'ailier lituanien signe un contrat two-way avec les Hornets de Charlotte pour la saison 2021-2022.